# Hydroptila incertula
Hydroptila incertula is een schietmot uit de familie Hydroptilidae. De soort komt voor in het Oriëntaals en Australaziatisch gebied.